# Mara Leão
Mara Ferreira Leão est une joueuse brésilienne de volley-ball née le 26 juillet 1991 à Sabinópolis (Minas Gerais). Elle mesure 1,88 m et joue au poste de centrale.

## Clubs
| Club                       | De        | À         |
| -------------------------- | --------- | --------- |
| Rio de Janeiro Volêi Clube | 2008-2009 | 2012-2013 |
| São Caetano Esporte Clube  | 2013-2014 | 2014-2015 |
| Minas Tênis Clube          | 2015-2016 | 2018-2019 |
| Osasco Voleibol Clube      | 2019-2020 | …         |

## Palmarès

### Équipe nationale
- Grand Prix Mondial
  - Vainqueur : 2017.
- Ligue des nations
  - Finaliste : 2019.
- World Grand Champions Cup
  - Finaliste : 2017.
- Championnat d'Amérique du Sud
  - Vainqueur : 2017, 2019.

### Clubs
- Championnat du monde des clubs
  - Finaliste : 2018.
- Championnat sud-américain des clubs
  - Vainqueur : 2013, 2018, 2019.
  - Finaliste : 2009.
- Championnat du Brésil
  - Vainqueur : 2009, 2011, 2013, 2019.
  - Finaliste : 2010.
- Coupe du Brésil
  - Vainqueur : 2019.
  - Finaliste : 2017.
- Supercoupe du Brésil
  - Finaliste : 2017.

### Distinctions individuelles
- Championnat d'Amérique du Sud de volley-ball féminin 2019: Meilleure centrale[3].